# Tinh Quang Đại Đạo
Tinh Quang Đại Đạo (tiếng Trung: 星光大道, "Đại lộ Ngôi sao") là chương trình tìm kiếm tài năng quy mô lớn do Đài Truyền hình Trung ương Trung Quốc (CCTV) sản xuất và phát sóng từ năm 2004. Chương trình nhằm mục đích cung cấp một sân khấu cho những người lao động bình thường từ mọi tầng lớp trên khắp đất nước ca hát và thể hiện tài năng của mình. Nhà vô địch tuần, nhà vô địch tháng và nhà vô địch năm được quyết định thông qua hình thức thi đấu. Được đặt theo tên tiếng Trung của Đại lộ Danh vọng Hollywood, đây là đối thủ "lành mạnh" hơn của CCTV đối với chương trình tìm kiếm tài năng bom tấn Siêu Cấp Nữ Thanh (超级女声) của Đài Truyền hình Vệ tinh Hồ Nam. Hình thức này tương tự như các chương trình thi hát khác trên thế giới như American Idol, Pop Idol, The Voice.
Dù thí sinh thường đến từ nhiều vùng miền và xuất thân khác nhau tại Trung Quốc, nhưng cũng có một số thí sinh nước ngoài đã tham gia chương trình này. Một số tiếp tục xuất hiện trong nhiều chương trình khác bao gồm chương trình thi ca hát, game show, v.v... Một số người đã sử dụng nền tảng này để ra mắt chương trình truyền hình của riêng họ. Những thí sinh thuộc dạng này bao gồm Daniela Anahi Bessia, Meilanie Neilan, Marie Smurthwaite, David Jameson Harris, Paul Just, và Chloe Hurst.